# Ctenucha lativitta
Ctenucha lativitta är en fjärilsart som beskrevs av Embrik Strand 1915. Ctenucha lativitta ingår i släktet Ctenucha och familjen björnspinnare. Inga underarter finns listade i Catalogue of Life.